# 덴엔초후

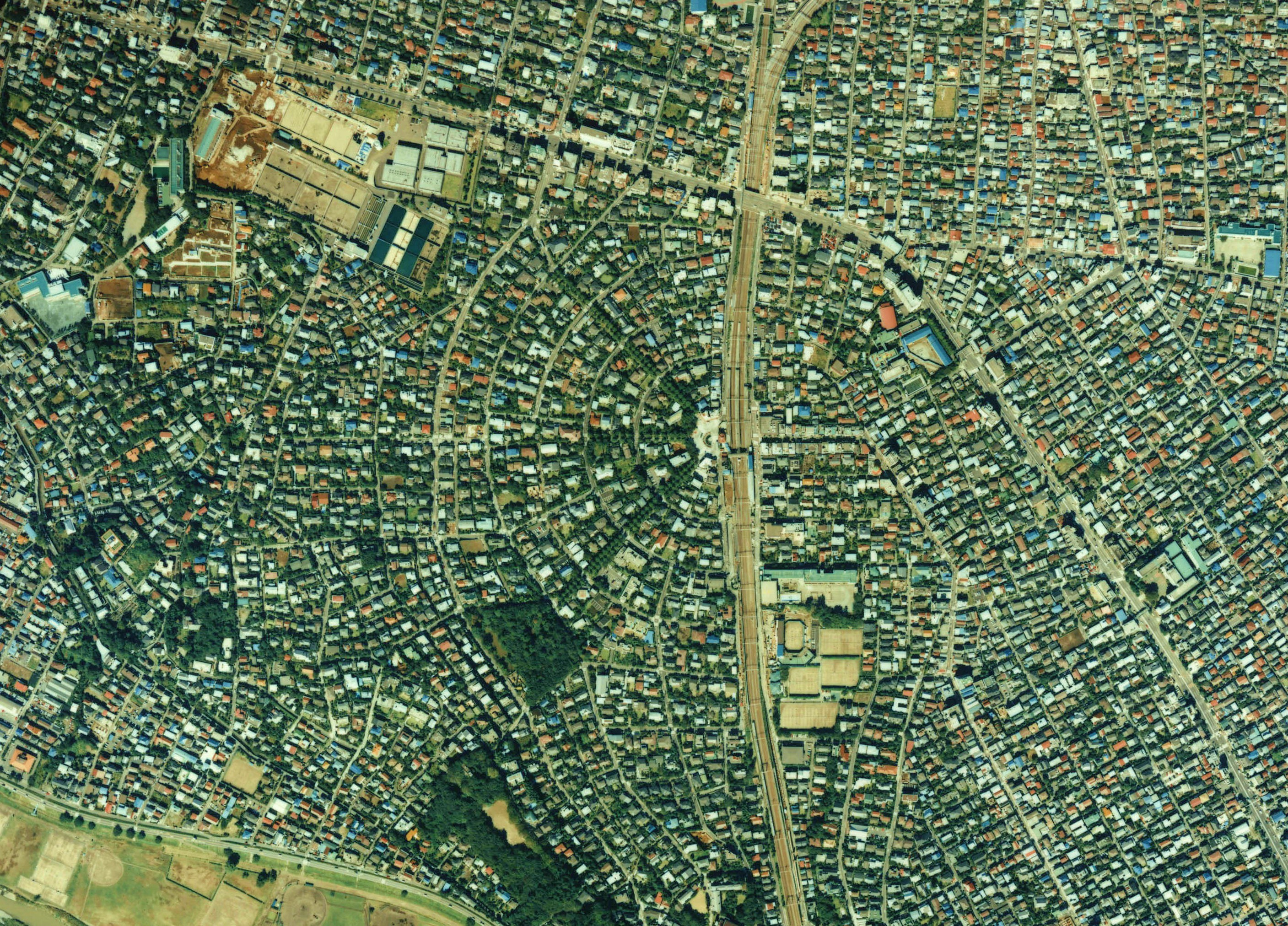
덴엔쵸후 근처의 항공사진

덴엔초후(일본어: 田園調布 でんえんちょうふ[*])는 일본의 도쿄도 오타구에 있는 지역이며, 일본의 고급주택가로 유명하다.

## 같이 보기
- 덴엔초후역